# Perisphincter gracilicornis
Perisphincter gracilicornis är en stekelart som beskrevs av Ludwig Schnee 1978. Perisphincter gracilicornis ingår i släktet Perisphincter och familjen brokparasitsteklar. Inga underarter finns listade i Catalogue of Life.